# 公渕森林公園
公渕森林公園（きんぶちしんりんこうえん、Kinbuchi forest park ）は、香川県高松市東植田町にある公営の森林公園。1978年（昭和53年）4月1日開設。地方自治法及び香川県森林公園条例に基づき公益財団法人かがわ水と緑の財団が指定管理者となっている。
元は香川県農業試験場の種苗育成場であったが、のち県民の心身の健康の増進並びに森林及び緑化に関する知識の向上を図ることを目的に土地を整備解放し、1978年に条例制定および開園した。
香川県東部林業事務所が本拠オフィスを置く。香川県選定の「香川のみどり百選」や環境省選定による「四国のみち（四国自然歩道）」にも選ばれている。

## 主な施設

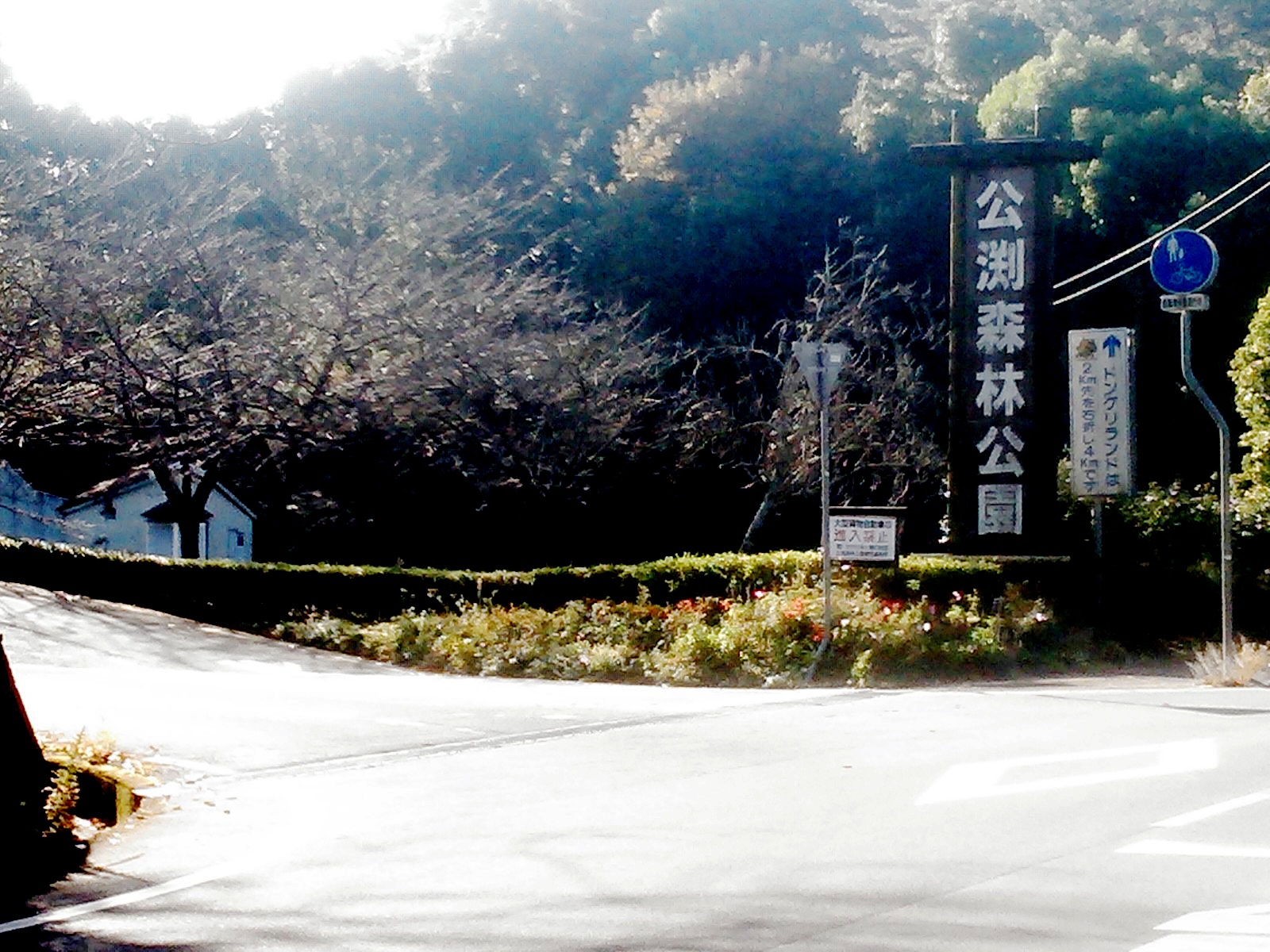
公渕森林公園・正門（西門）
高松市 東植田町

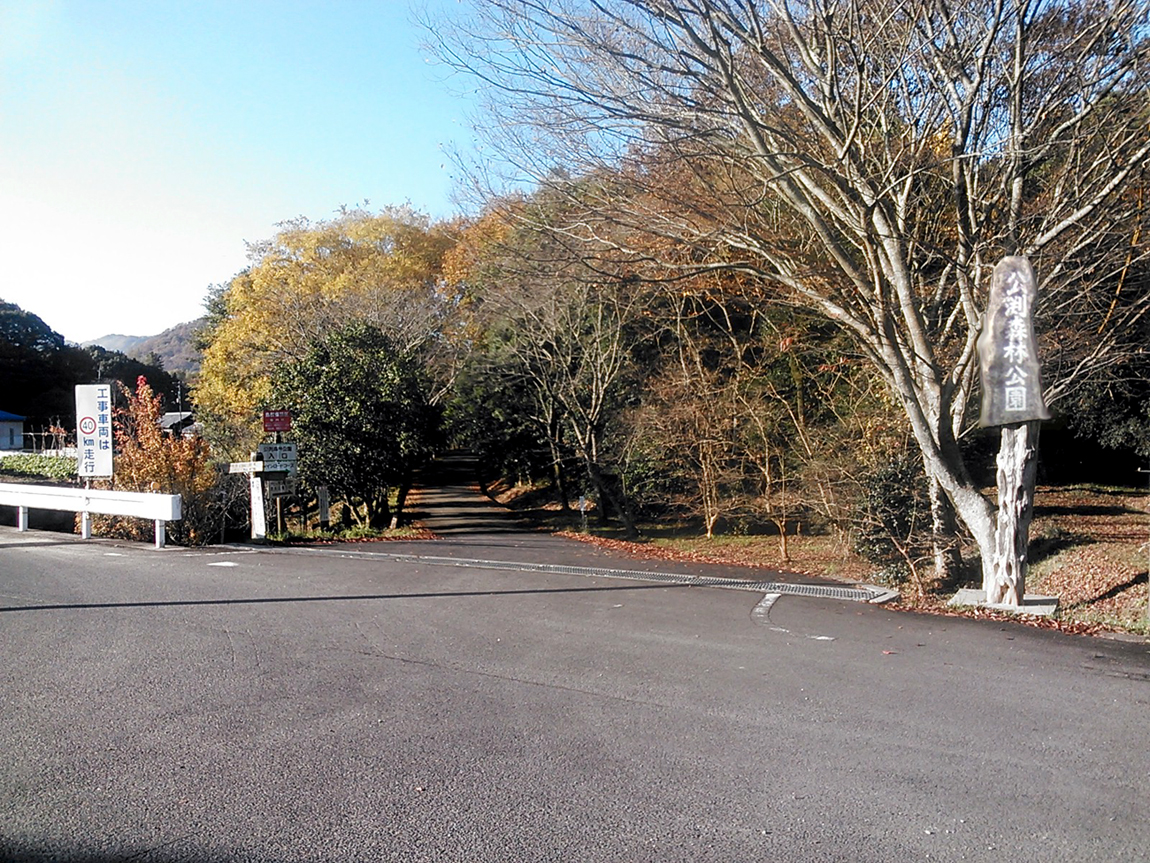
公渕森林公園・東門
木田郡三木町 田中上宮尾

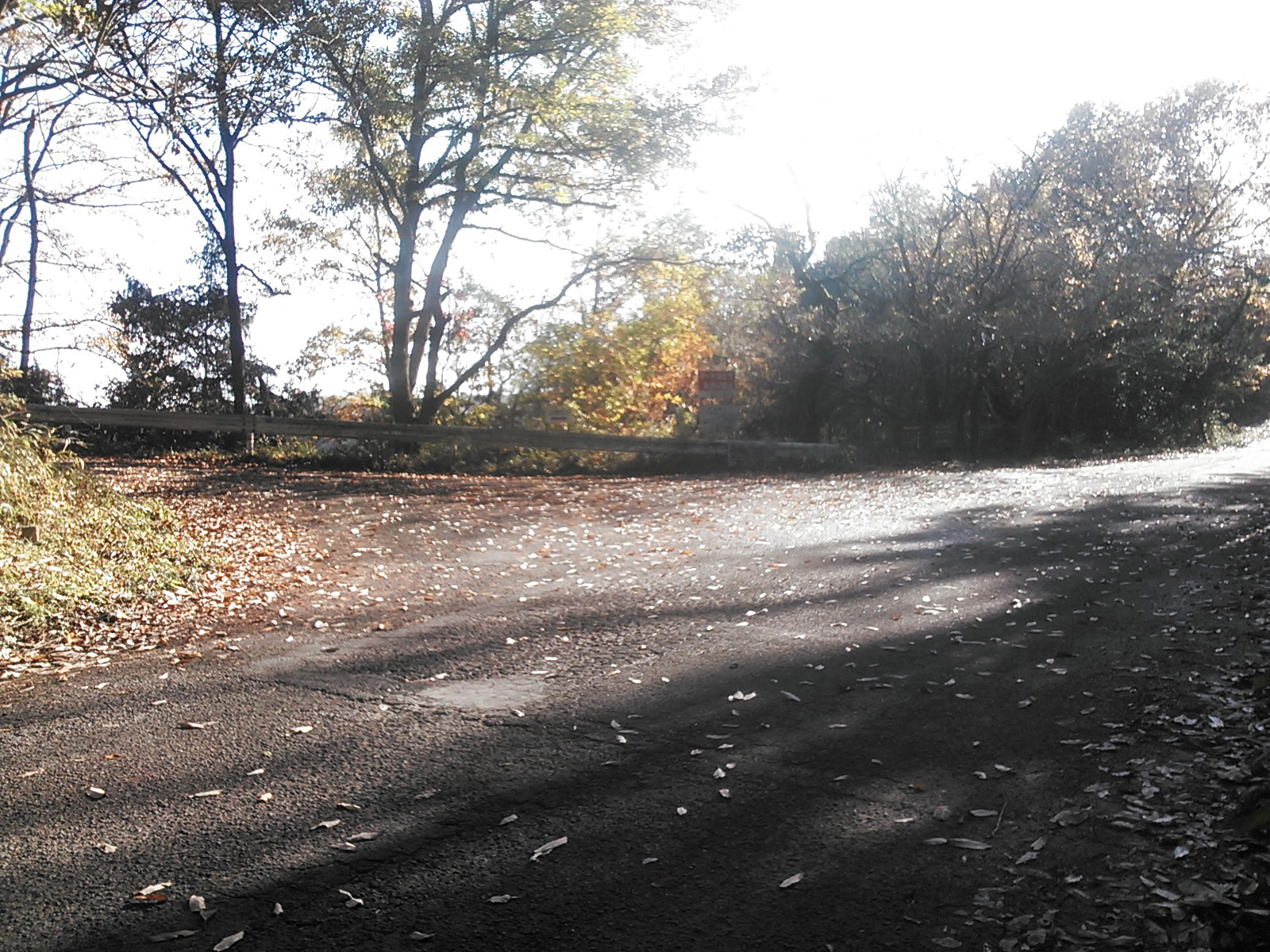
公渕森林公園・南入口
高松市 東植田町
左方向が公渕エリア、右直進が二子山エリア

大きく分けて公渕池を中心とした植物公園をメインとしたエリアと、二子山を中心とした山林を中心としたエリアに分かれる。なお一部の施設（以下太字の施設）の利用については前もっての利用申請（予約）を必要とする。申請に必要な書類の書式は公園の公式サイトよりMicrosoft Word形式でのダウンロードが可能。

### 公渕エリア
- 公園総合管理事務所
- 憩いの家
  - レストハウス（喫茶）
  - 売店
- 森林のギャラリー
- やすら木休憩所
- 公渕公園
  - さくら並木
  - もみじの森
  - 牡丹園
  - アジサイ園
  - シャクヤク園
  - 西洋シャクナゲ園
  - 公渕菖蒲園
  - 湿地（ビオトープ）
  - 芝生広場
    - 野外炊飯場

  - チビッコ広場（遊具公園）
- 炭焼小屋
- 公渕池（ため池）

### 二子山エリア
- 青少年の森
  - アスレチックコース
  - 二子山キャンプ場
  - 青少年の森炊飯場
  - 県木の森
  - 二子山菖蒲園
- 森林学習展示館
- 二子山
  - 登山遊歩道
  - 山頂展望台
- 城池（ため池）

## アクセス

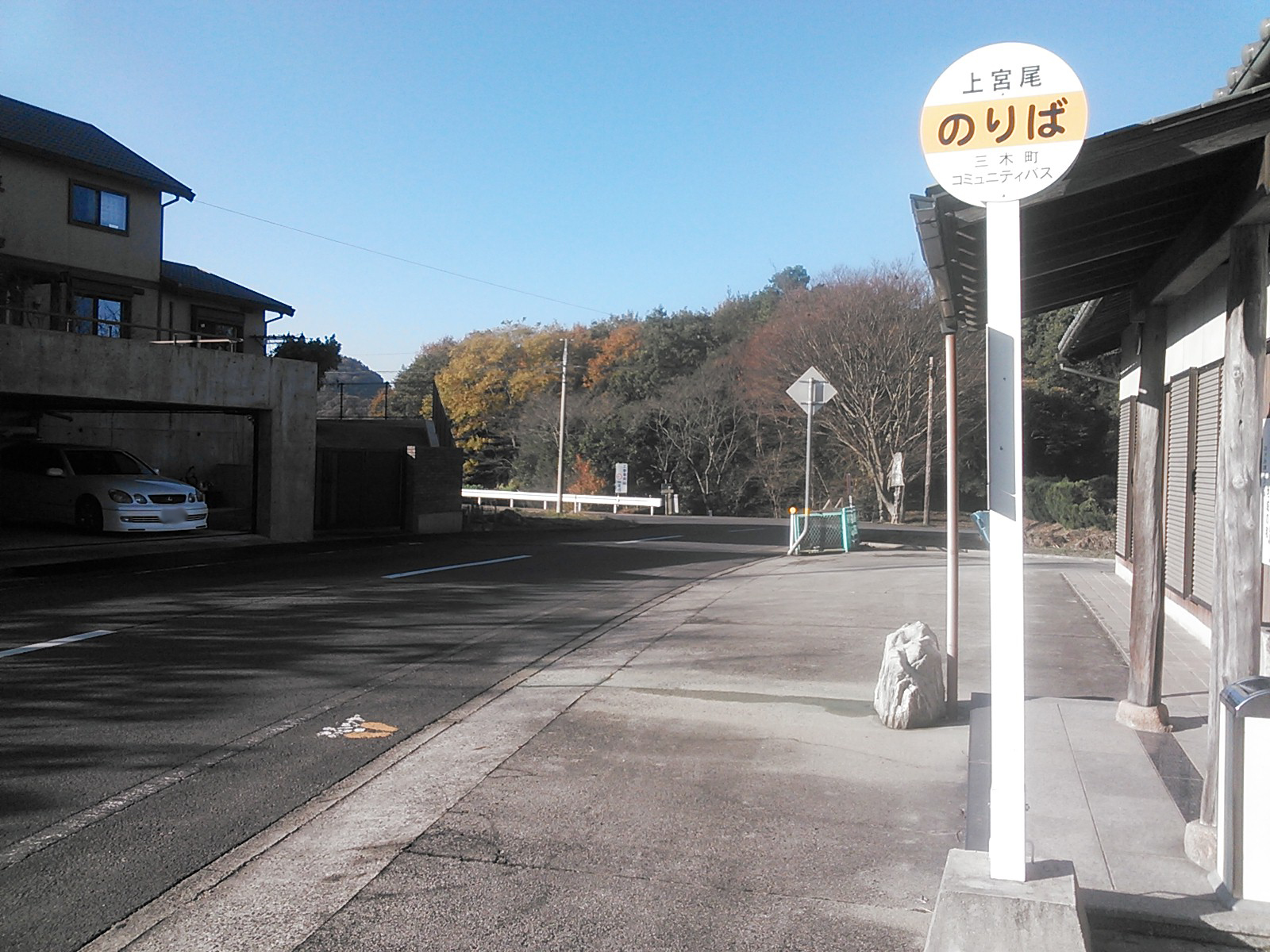
三木町コミュニティバス上宮尾バス停
バス停西奥に公園東門が見える

郊外地にあるため自動車（タクシーおよび自家用車）でのアクセスが望ましく、公園内においては指定路は乗り入れが可能。また公共交通機関を用いる場合は三木町（公園東門）側からのアクセスが、公園入口への徒歩距離が最も少なく道のりの上下も比較的ゆるやかであるため体力的な負担が少ないと言える。至近の最寄駅は高松琴平電気鉄道長尾線の高田駅・農学部前駅と言えるが、これら各駅より徒歩で公園まで出向くと45分程度かかるため、意図的なハイキング・ウォーキングを目的とでもしない限りは徒歩連絡は現実的とは言えない。

### 高松市より
正面（西）入口
- 香川県道30号塩江屋島西線沿い
  - 高松駅より車で40分
  - 高田駅より車で15分、徒歩45分程度。

### 三木町より
東入口
- 香川県道42号小蓑前田東線より朝倉の無信号交差点[注 4]を「三木町道上宮尾朝倉線（東讃広域農道）」を西進、突き当りとなる上宮尾交点を130m北上。
  - 農学部前駅より車で15分、徒歩45分程度。

### 公共交通機関の利用
正面（西）入口（高松市・公渕エリア）
- 高松琴平電気鉄道長尾線高田駅より山田地区乗合タクシー赤コース（コミバスどんぐり号）にて約15分乗車「公渕公園口（上原商店前）」にて下車、香川県道30号を5分程南下。

南入口（二子山エリア）
- 高松琴平電気鉄道長尾線高田駅より山田地区乗合タクシー赤コース（コミバスどんぐり号）にて約15分乗車「東植田コミュニティセンター（東植田小学校前）」にて下車、市道を10分程東進。

東入口（三木町・公渕エリア）
- 高松琴平電気鉄道長尾線学園通り駅下車、三木町コミュニティバス田中コース15～20分乗車「上宮尾」バス停（上宮尾自治集会場前）下車。徒歩にて西向すぐ。
  - 同バス停が所属する区間はフリー乗車区間であるため公園東入口前で下車させてもらう事も可能だが、距離的にはバス停で降車する場合と大差は無い。バス停から東入口は視認圏内であり、降下バス停から入場口を視認できる入り口は上宮尾バス停よりの東入口のみである。